# Chathill
Chathill – wieś w Anglii, w hrabstwie Northumberland. Leży 63 km na północ od miasta Newcastle upon Tyne i 459 km na północ od Londynu.